# Machel Cedenio
Machel Cedenio (né le 6 septembre 1995 à Point Fortin) est un athlète trinidadien, spécialiste du 400 mètres.

## Biographie
Cinquième sur 400 m, il remporte la médaille de bronze du relais 4 × 400 mètres lors des championnats du monde juniors de 2012, à Barcelone.
En 2013, il décroche la médaille d'or du relais 4 × 400 m lors des championnats d'Amérique centrale et des Caraïbes de Morelia au Mexique.
Lors de la première édition des relais mondiaux, en 2014 à Nassau, Machel Cedenio remporte la médaille de bronze du relais 4 × 400 mètres et établit un nouveau record national en 2 min 58 s 34 aux côtés de Lalonde Gordon, Renny Quow et Jarrin Solomon. Fin juillet, à Eugene, il devient champion du monde junior du 400 m dans le temps de 45 s 13.
Il descend pour la première fois de sa carrière sous les 45 secondes au 400 m en mai 2015 en établissant le temps de 44 s 36 à George Town, aux îles Caïmans. Il se distingue aux Jeux panaméricains en prenant la deuxième place derrière le Dominicain Luguelín Santos et en offrant la médaille d'or du 4 × 400 mètres à son pays. Lors des Championnats du monde de Pékin, il termine 7e de la finale du 400 m et remporte la médaille d'argent au relais, en compagnie de Renny Quow, Lalonde Gordon et Deon Lendore avec un nouveau record national, 2 min 58 s 20.
En 2016, il devient champion de Trinité-et-Tobago du 400 m en réalisant 44 s 45, un nouveau record des championnats. Le 16 juillet il bat son record personnel au meeting Herculis de Monaco, terminant 2e derrière Wayde van Niekerk en 44 s 34. Aux Jeux olympiques de Rio, il prend la quatrième place en 44 s 01, ce qui bat le record national détenu par Ian Morris depuis 1992.
Il se classe 7e des championnats du monde 2019 à Doha en 45 s 30.

## Palmarès
| Date | Compétition                                      | Lieu           | Résultat | Épreuve   | Temps         |
| ---- | ------------------------------------------------ | -------------- | -------- | --------- | ------------- |
| 2011 | Championnats panaméricains juniors               | Miramar        | 2e       | 4 × 400 m | 3 min 13 s 27 |
| 2011 | Championnats du monde cadets                     | Lille          | 4e       | 400 m     | 46 s 89       |
| 2012 | Championnats du monde juniors                    | Barcelone      | 4e       | 400 m     | 46 s 17       |
| 2012 | Championnats du monde juniors                    | Barcelone      | 3e       | 4 × 400 m | 3 min 6 s 32  |
| 2013 | Championnats d'Amérique centrale et des Caraïbes | Morelia        | 1er      | 4 × 400 m | 3 min 2 s 19  |
| 2014 | Relais mondiaux                                  | Nassau         | 3e       | 4 × 400 m | 2 min 58 s 34 |
| 2014 | Championnats du monde juniors                    | Eugene         | 1er      | 400 m     | 45 s 13       |
| 2015 | Relais mondiaux                                  | Nassau         | 7e       | 4 × 400 m | 3 min 3 s 10  |
| 2015 | Jeux panaméricains                               | Toronto        | 2e       | 400 m     | 44 s 70       |
| 2015 | Jeux panaméricains                               | Toronto        | 1re      | 4 × 400 m | 2 min 59 s 60 |
| 2015 | Championnats du monde                            | Pékin          | 7e       | 400 m     | 45 s 06       |
| 2015 | Championnats du monde                            | Pékin          | 2e       | 4 × 400 m | 2 min 58 s 20 |
| 2016 | Championnats du monde en salle                   | Portland       | 3e       | 4 × 400 m | 3 min 5 s 51  |
| 2016 | Jeux olympiques                                  | Rio de Janeiro | 4e       | 400 m     | 44 s 01       |
| 2017 | Championnats du monde                            | Londres        | 1er      | 4 x 400 m | 2 min 58 s 12 |
| 2018 | Championnats du monde en salle                   | Birmingham     | 4e       | 4 x 400 m | séries        |
| 2018 | Jeux du Commonwealth                             | Gold Coast     | 4e       | 4 x 400 m | 3 min 2 s 85  |
| 2019 | Relais mondiaux                                  | Yokohama       | 1er      | 4 x 400 m | 3 min 0 s 81  |
| 2019 | Jeux panaméricains                               | Lima           | 3e       | 4 x 400 m | 3 min 2 s 25  |
| 2019 | Championnats du monde                            | Doha           | 7e       | 400 m     | 45 s 30       |
| 2022 | Jeux du Commonwealth                             | Birmingham     | 1er      | 4 x 400 m | 3 min 1 s 29  |
| 2023 | Jeux d'Amérique centrale et des Caraïbes         | San Salvador   | 1er      | 4 x 400 m | 3 min 01 s 99 |

## Records
| Épreuve    | Temps   | Lieu           | Date         |
| ---------- | ------- | -------------- | ------------ |
| 400 mètres | 44 s 01 | Rio de Janeiro | 14 août 2016 |